# روب گلدبرگ

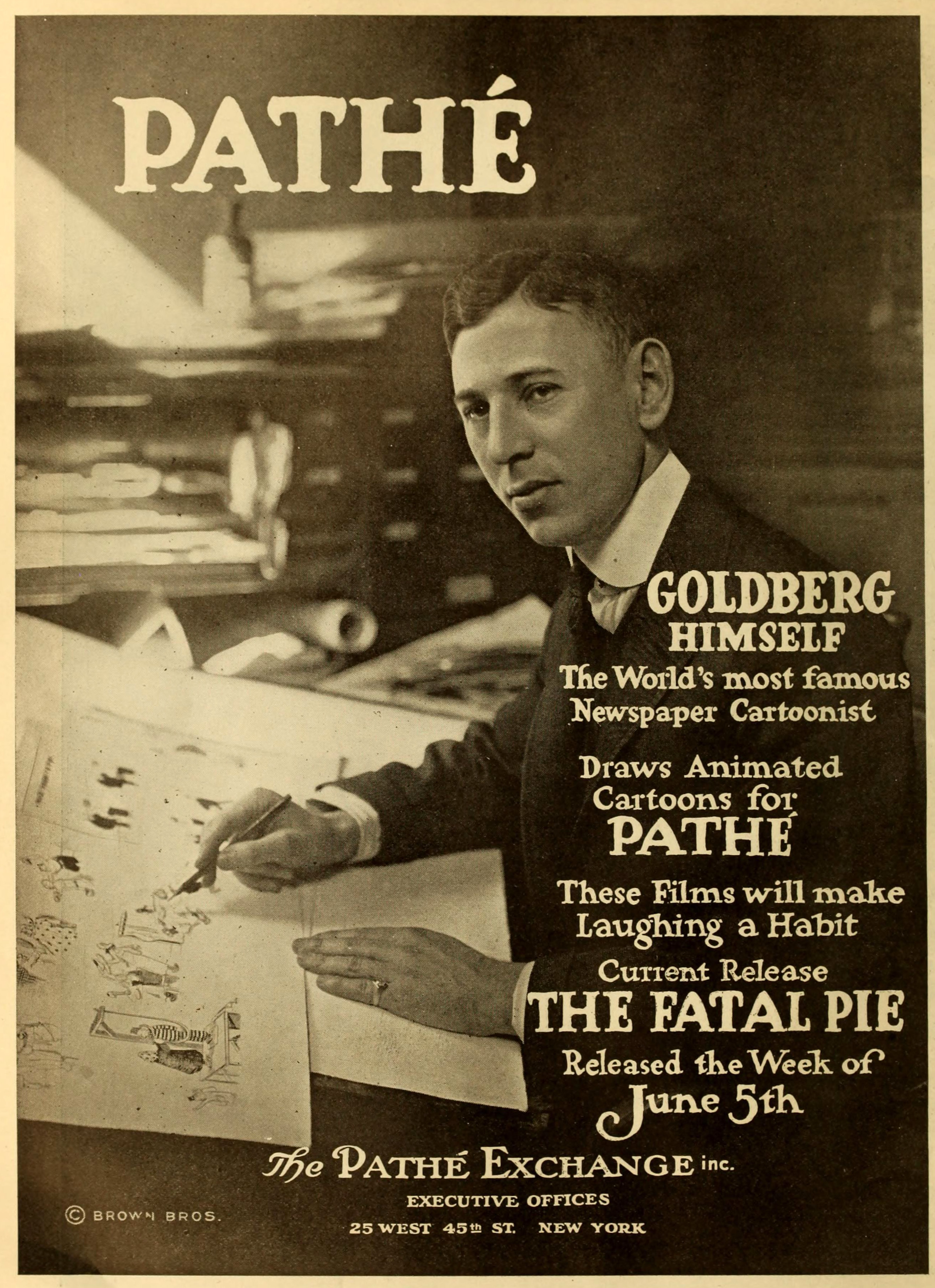
روب گلدبرگ (1916)

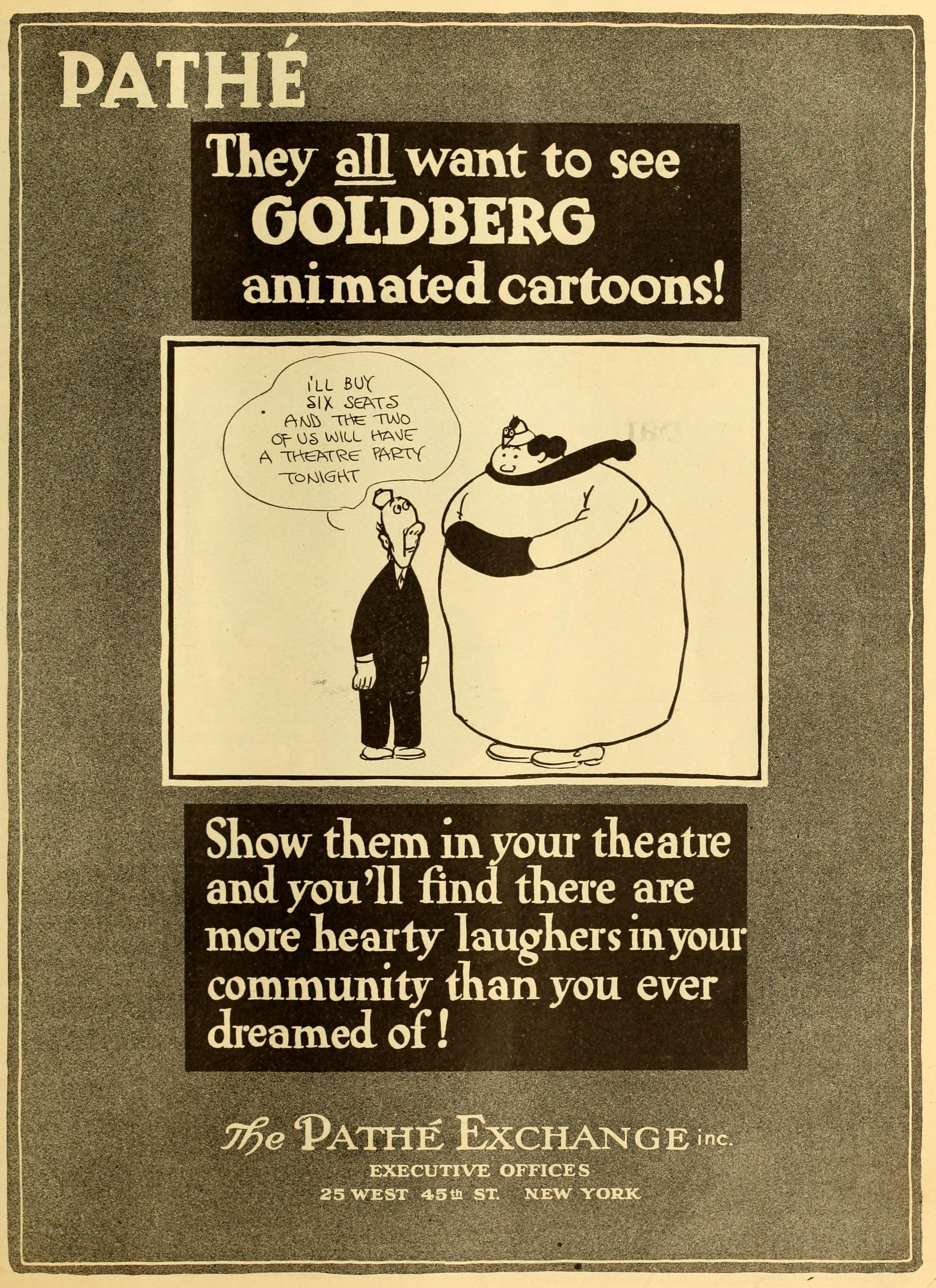
إعلان (1916

روب گُلدبِرگ (Rube Goldberg - ۱۸۸۳-۱۹۷۰) کارتونیست (کاریکاتوریست) امریکایی، بیشتر برای سری کارتون‌هایش «ماشین‌های روب گلدبرگ» شناخته می‌شود. ماشین‌های پیچیده و جالبی که با نوعی هنرمندی مبتکرانه برای انجام عملیاتی ساده طراحی شده‌اند.
واژه «یک روب گلدربرگ» (a Rube Goldberg) در فرهنگ اصطلاحات امریکایی برای بیان طرح یا وسیله‌ای فوق العاده پیچیده اما غیر عملی و ناکارآمد، استفاده می‌شود.
روب ل. گلدبرگ در سال ۱۸۸۳ در سان‌فرانسیسکو به دنیا آمد. بعد از فارغ التحصیلی از دانشگاه کالیفرنیا در سال ۱۹۰۴، او تا سال ۱۹۰۷ برای روزنامه‌های سانفرانسیسکو کارتون‌هایی در زمینه ورزشی می‌کشید، و از سال ۱۹۰۷ تا ۱۹۲۱ برای نیویورک ایونینگ میل (the New York Evening Mail) هم کار می‌کرد. وی از سال ۱۹۱۵ کارتون‌هایی نظیر «سوالات ابلهانه» (Foolish Questions) و «اختراعات احمقانه» (Crazy Inventions) را در کارهایش گسترش داد. از سال ۱۹۳۸ او سردبیر بخش کارتون «نیویرک سان» (New York Sun) و سپس «نیویورک ژورنال امریکن» (New York Journal American) شد.
از مهم‌ترین جوایزی است که دریافت کرده، جایزه پولیتزار (Pulitzar Prize) در سال ۱۹۴۸ برای کارتون‌های سیاسی و جایزه روبِن (Reuben) در سال ۱۹۶۸ از انجمن کارتونیست‌های ملی (the National Cartoonist Society) می‌باشد. از سال ۱۹۶۴ او زندگی اش را به پیکر تراشی (مجسمه سازی) اختصاص داد.

## ماشین روب گُلدبِرگ
یکی دیگر از ابداعات روب گلدبرگ ماشین روب گُلدبِرگ است که ماشینی پیچیده و جالب است که با نوعی هنرمندی مبتکرانه برای انجام عملیاتی ساده طراحی شده است.